# Seznam kostelů v Pise

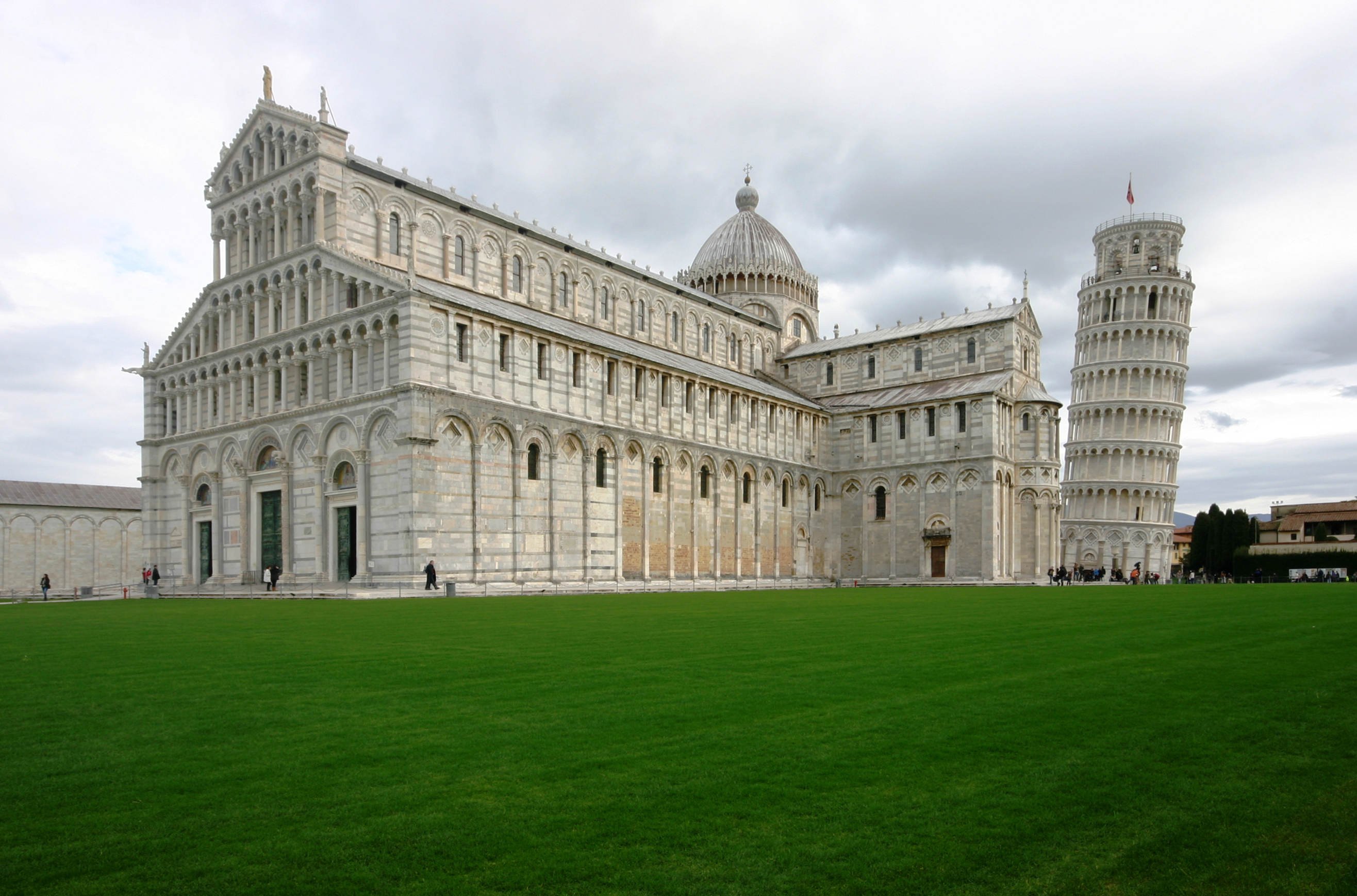
Dóm v Pise

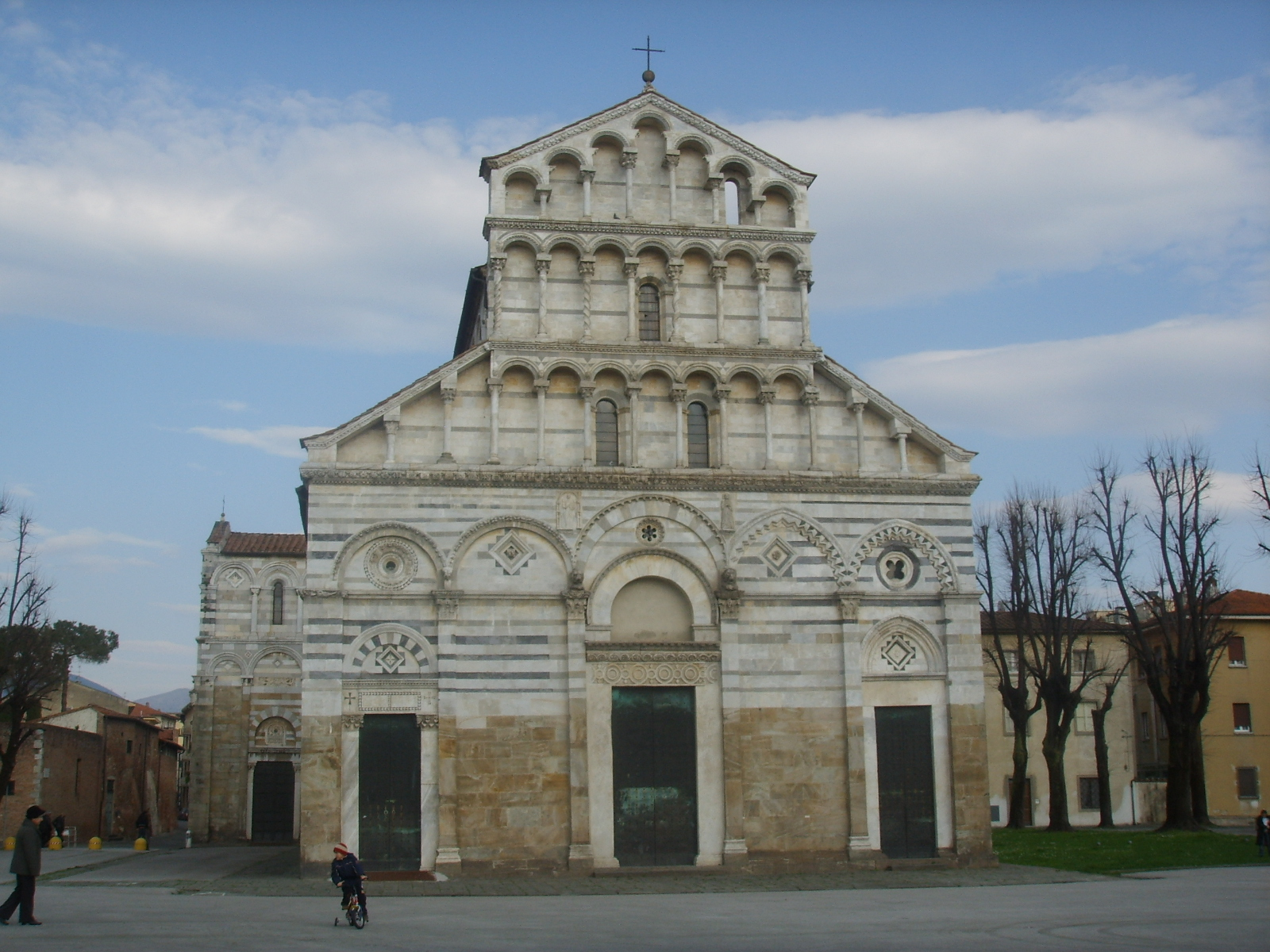
San Paolo a Ripa d'Arno

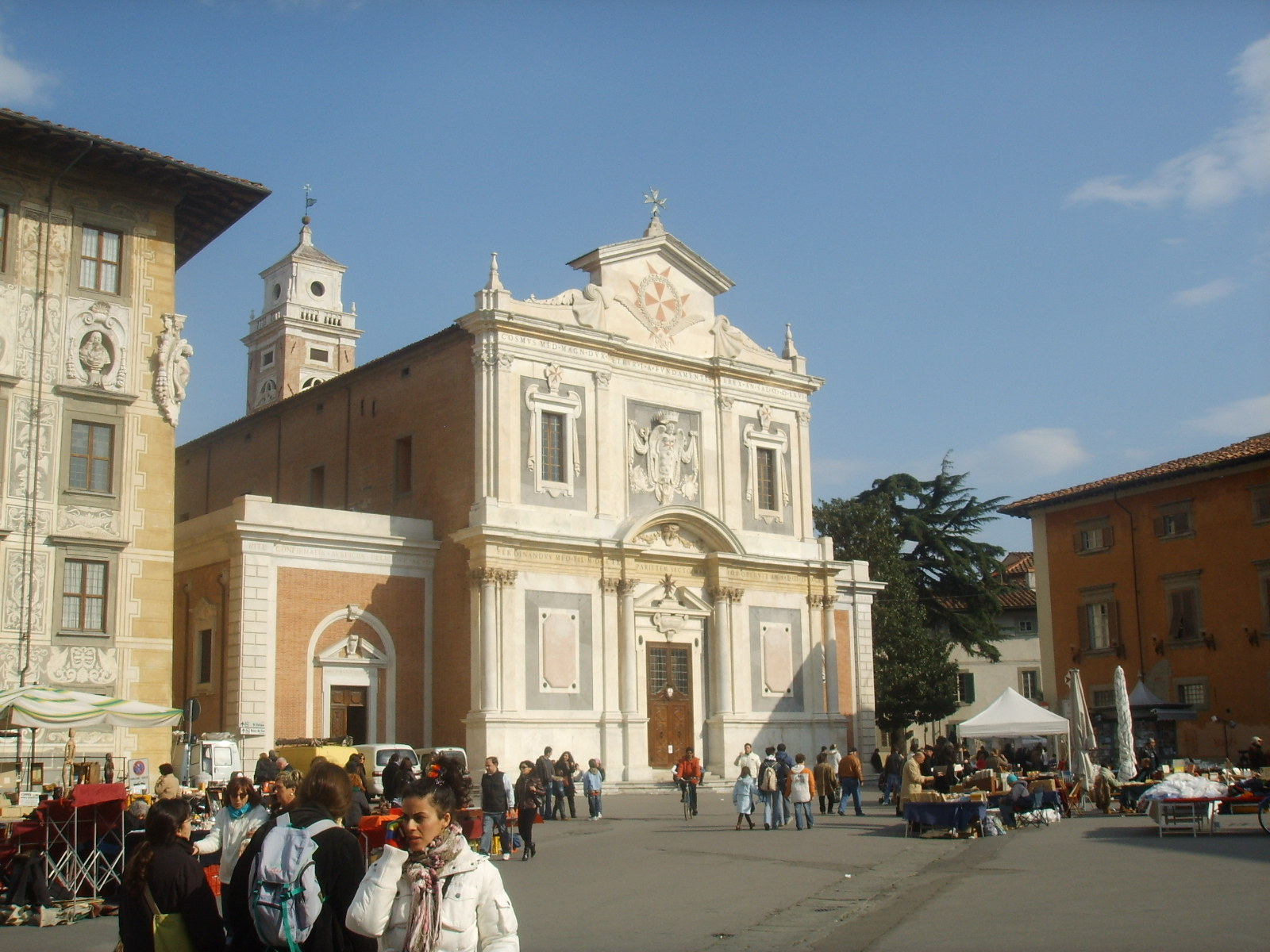
Santo Stefano dei Cavalieri

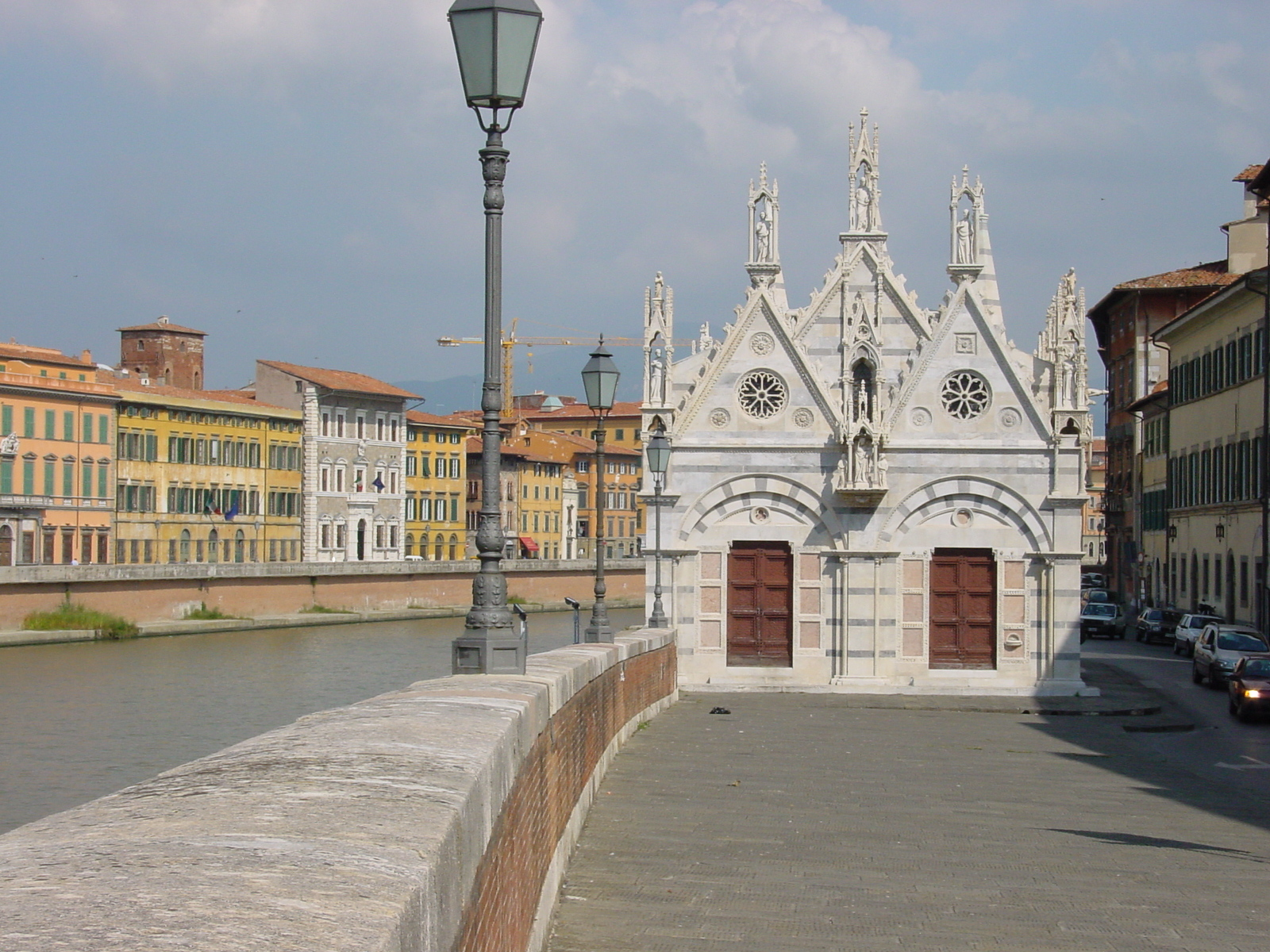
Santa Maria della Spina

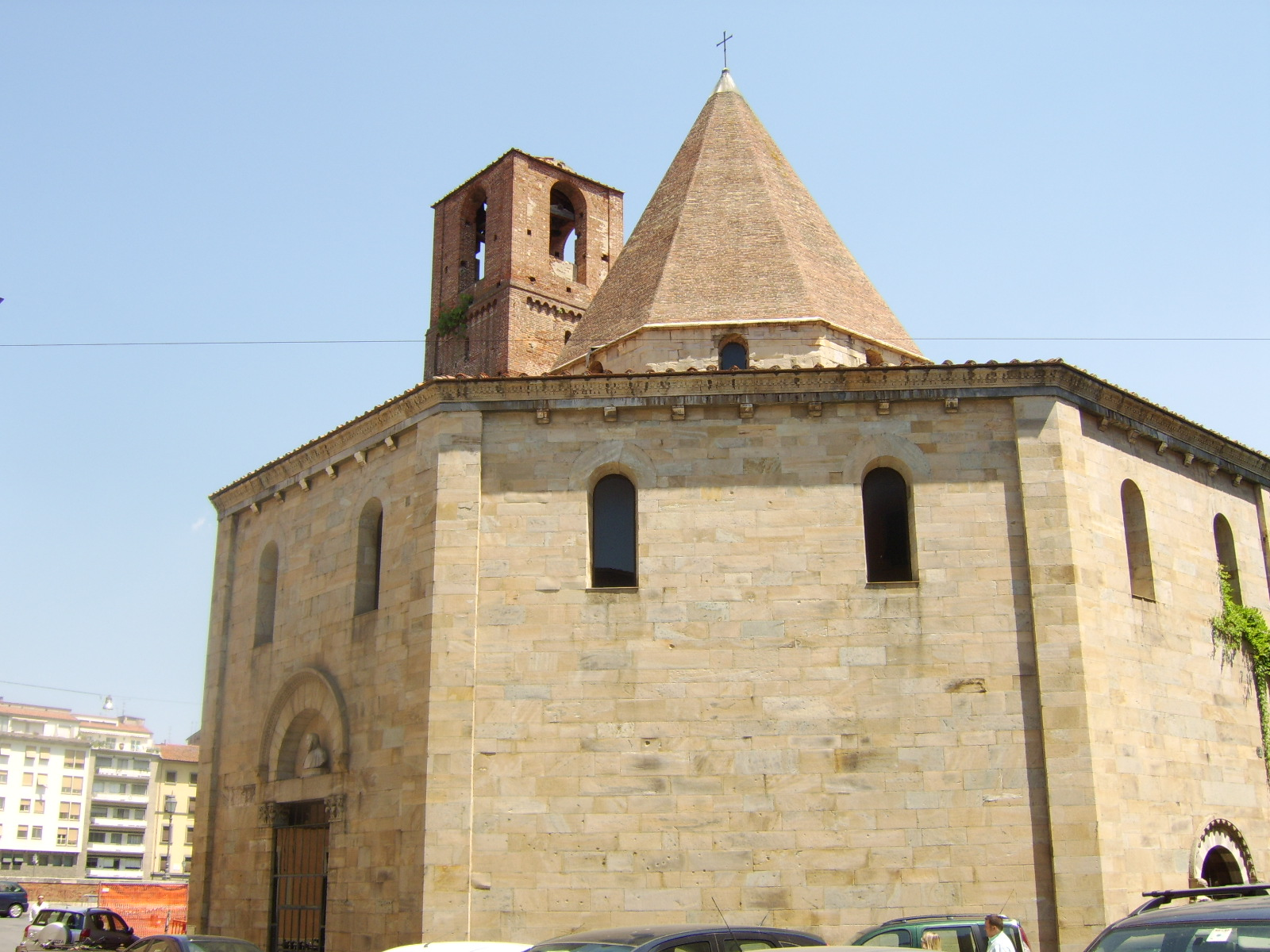
Santo Sepolcro (Pisa)

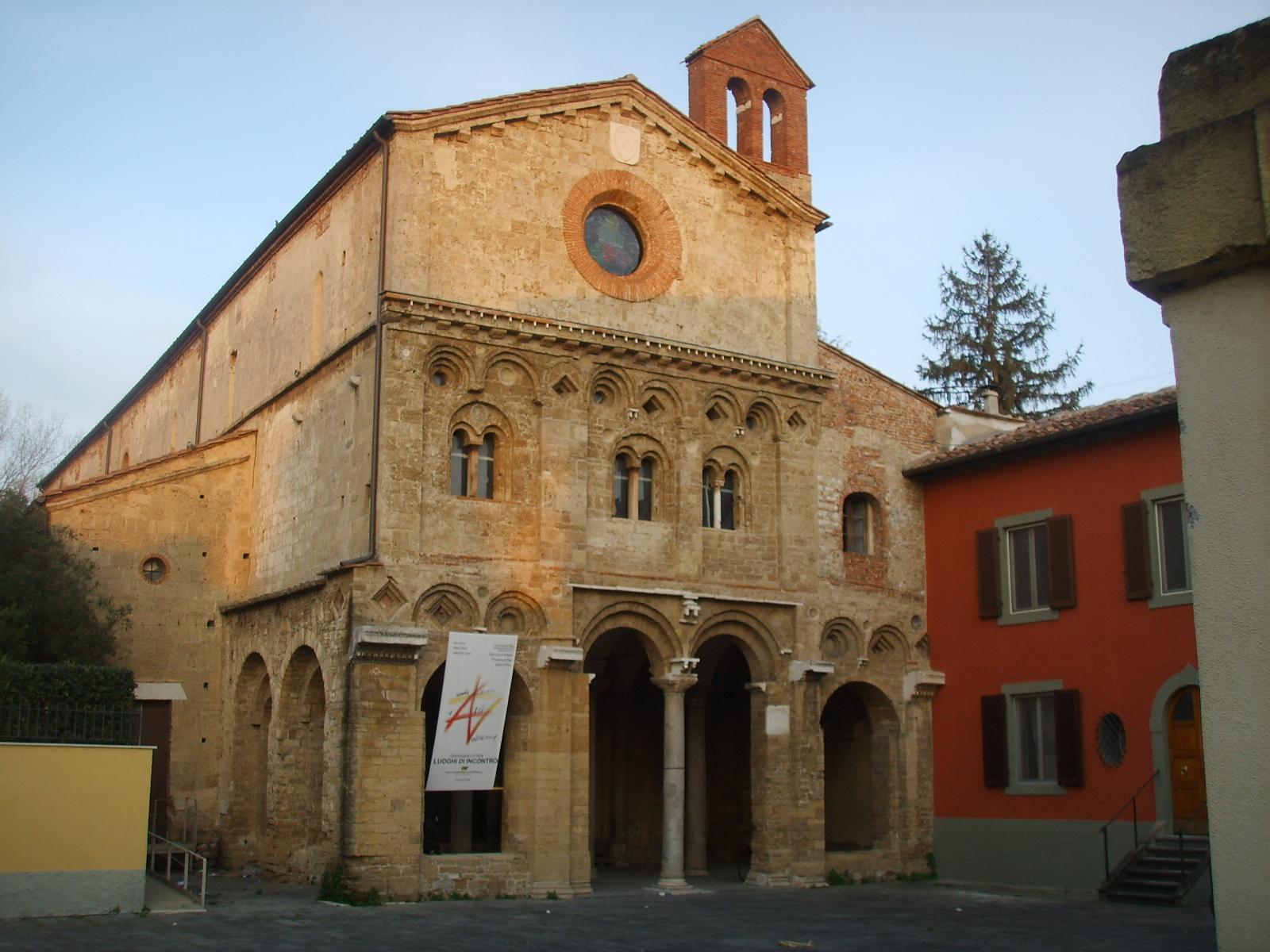
San Zeno (Pisa)

Seznam kostelů v Pise.

## Severní břeh řeky Arno
- Dóm v Pise
- Baptisterium San Giovanni (Pisa)
- Sant'Anna
- Santa Apollonia
- San Biagio in Cisanello
- Santa Caterina d'Alessandria (Pisa)
- Santa Cecilia
- Santa Chiara
- Santa Croce in Fossabanda
- Santa Eufrasia
- San Francesco (Pisa)
- San Frediano (Pisa)
- San Giorgio ai Tedeschi
- San Giuseppe (Pisa)
- Santi Iacopo e Filippo
- Madonna dei Galletti
- Santa Marta (Pisa)
- San Matteo (Pisa)
- San Michele degli Scalzi
- San Michele in Borgo
- San Nicola (Pisa)
- San Paolo all'Orto
- San Pietro in Vinculis (Pisa)
- San Rocco (Pisa)
- San Silvestro (Pisa)
- San Sisto (Pisa)
- Santo Stefano dei Cavalieri
- Santo Stefano extra moenia
- San Tommaso delle Convertite
- San Torpé
- San Zeno (Pisa)

## Jižní břeh řeky Arno
- Cappella di Sant'Agata
- Sant'Andrea Forisportam
- Sant'Antonio Abate (Pisa)
- Sant'Antonio in Qualconia
- San Benedetto (Pisa)
- Santa Cristina (Pisa)
- San Domenico (Pisa)
- San Donnino (Pisa)
- Santa Maria del Carmine (Pisa)
- Santa Maria della Spina
- Santa Maria Maddalena (Pisa)
- San Martino (Pisa)
- San Michele Arcangelo
- San Paolo a Ripa d'Arno
- San Pietro Apostolo
- Santo Sepolcro (Pisa)

## Další náboženská místa
- Synagoga v Pise
- Židovský hřbitov v Pise
- San Giovanni de' Fieri